# Роквуд (Манітоба)
Роквуд (англ. Rockwood) — сільський муніципалітет в Канаді, у провінції Манітоба.

## Населення
За даними перепису 2016 року, сільський муніципалітет нараховував 7823 жителів, показавши скорочення на 1,8%, порівняно з 2011-м роком. Середня густина населення становила 6,5 осіб/км².
З офіційних мов обидвома одночасно володіли 310 жителів, тільки англійською — 7 020, а 35 — жодною з них. Усього 835 осіб вважали рідною мовою не одну з офіційних, з них 5 — одну з корінних мов, а 90 — українську.
Працездатне населення становило 73,3% усього населення, рівень безробіття — 3,5% (4,6% серед чоловіків та 2,4% серед жінок). 85,7% були найманими працівниками, 14% — самозайнятими.
Середній дохід на особу становив $49 140 (медіана $40 840), при цьому для чоловіків — $56 958, а для жінок $41 065 (медіани — $49 862 та $32 704 відповідно).
31,7% мешканців мали закінчену шкільну освіту, не мали закінченої шкільної освіти — 21%, 47,4% мали післяшкільну освіту, з яких 21,7% мали диплом бакалавра, або вищий, 20 осіб мали вчений ступінь.
| Статево-вікова структура населення | Статево-вікова структура населення | Статево-вікова структура населення | Статево-вікова структура населення | Статево-вікова структура населення |
| ---------------------------------- | ---------------------------------- | ---------------------------------- | ---------------------------------- | ---------------------------------- |
|                                    |                                    |                                    |                                    |                                    |
| Всього                             | Всього                             | 53,6%46,4%                         |                                    |                                    |
| 0 — 14 років                       | 0 — 14 років                       |                                    | 17,6%                              | 17,6%                              |
| 15 — 64 років                      | 15 — 64 років                      |                                    | 69,1%                              | 69,1%                              |
| 65 і більше                        | 65 і більше                        |                                    | 13,3%                              | 13,3%                              |
| 85 і більше                        | 85 і більше                        |                                    | 0,8%                               | 0,8%                               |
| Середній вік (років)               | Середній вік (років)               | 39,440,0                           | 39,6                               | 39,6                               |
| Медіана (років)                    | Медіана (років)                    | 40,242,0                           | 41,1                               | 41,1                               |
| — чоловіки — жінки                 |                                    |                                    |                                    |                                    |

| Походження мешканців:     | Походження мешканців:     | Походження мешканців: | Походження мешканців: | Походження мешканців: |
| ------------------------- | ------------------------- | --------------------- | --------------------- | --------------------- |
| Походження                |                           |                       | осіб                  | %                     |
| Корінні американці        | Корінні американці        |                       | 1 030                 | 14.88%                |
| Інше північноамериканське | Інше північноамериканське |                       | 1 775                 | 25.65%                |
| Європейське               | Європейське               |                       | 6 050                 | 87.43%                |
| британське                | британське                |                       | 3 945                 | 57.01%                |
| французьке                | французьке                |                       | 885                   | 12.79%                |
| українське                | українське                |                       | 1 665                 | 24.06%                |
| Карибське                 | Карибське                 |                       | 20                    | 0.29%                 |
| Латинськоамериканське     | Латинськоамериканське     |                       | 30                    | 0.43%                 |
| Африканське               | Африканське               |                       | 30                    | 0.43%                 |
| Азійське                  | Азійське                  |                       | 75                    | 1.08%                 |

| Зайнятість населення за галузями (за класифікацією NOC): | Зайнятість населення за галузями (за класифікацією NOC): | Зайнятість населення за галузями (за класифікацією NOC): | Зайнятість населення за галузями (за класифікацією NOC): | Зайнятість населення за галузями (за класифікацією NOC): |
| -------------------------------------------------------- | -------------------------------------------------------- | -------------------------------------------------------- | -------------------------------------------------------- | -------------------------------------------------------- |
|                                                          |                                                          |                                                          |                                                          |                                                          |
| Управління                                               | Управління                                               |                                                          | 12,3%                                                    | 12,3%                                                    |
| Бізнес, фінанси та адміністрування                       | Бізнес, фінанси та адміністрування                       |                                                          | 15,3%                                                    | 15,3%                                                    |
| Природничі та прикладні науки                            | Природничі та прикладні науки                            |                                                          | 5,7%                                                     | 5,7%                                                     |
| Охорона здоров'я                                         | Охорона здоров'я                                         |                                                          | 6,3%                                                     | 6,3%                                                     |
| Освіта, правозахист, муніципальні та урядові служби      | Освіта, правозахист, муніципальні та урядові служби      |                                                          | 13,1%                                                    | 13,1%                                                    |
| Мистецтво, культура, відпочинок та спорт                 | Мистецтво, культура, відпочинок та спорт                 |                                                          | 1,3%                                                     | 1,3%                                                     |
| Роздрібна торгівля та послуги                            | Роздрібна торгівля та послуги                            |                                                          | 13,5%                                                    | 13,5%                                                    |
| Гуртова торгівля, транспорт та обладнання                | Гуртова торгівля, транспорт та обладнання                |                                                          | 26,4%                                                    | 26,4%                                                    |
| Природні ресурси, сільське господарство                  | Природні ресурси, сільське господарство                  |                                                          | 3,9%                                                     | 3,9%                                                     |
| Виробництво                                              | Виробництво                                              |                                                          | 2,5%                                                     | 2,5%                                                     |

## Населені пункти
До складу сільського муніципалітету входять містечка Стоунволл, Т'юлон, а також хутори, інші малі населені пункти та розосереджені поселення.

## Клімат
Середня річна температура становить 2,1°C, середня максимальна – 23,2°C, а середня мінімальна – -25,5°C. Середня річна кількість опадів – 521 мм.
| Клімат поселення                              | Клімат поселення | Клімат поселення | Клімат поселення | Клімат поселення | Клімат поселення | Клімат поселення | Клімат поселення | Клімат поселення | Клімат поселення | Клімат поселення | Клімат поселення | Клімат поселення | Клімат поселення |
| Показник                                      | Січ.             | Лют.             | Бер.             | Квіт.            | Трав.            | Черв.            | Лип.             | Серп.            | Вер.             | Жовт.            | Лист.            | Груд.            |                  |
| Середній максимум, °C                         | −12,64           | −8,17            | −1,31            | 9,24             | 17,55            | 22,97            | 23,18            | 22,75            | 17,02            | 9,85             | −0,2             | −9,84            |                  |
| Середня температура, °C                       | −19,05           | −14,58           | −7,71            | 2,84             | 11,14            | 16,56            | 18,74            | 18,28            | 12,58            | 5,40             | −4,66            | −14,27           |                  |
| Середній мінімум, °C                          | −25,47           | −21              | −14,13           | −3,59            | 4,71             | 10,14            | 14,32            | 13,85            | 8,13             | 0,95             | −9,1             | −18,72           |                  |
| Норма опадів, мм                              | 19               | 12               | 19               | 25               | 49               | 95               | 85               | 76               | 54               | 41               | 25               | 21               |                  |
| Середньомісячна швидкість вітру, м/с          | 4.01             | 4.00             | 4.10             | 4.30             | 4.30             | 3.90             | 3.50             | 3.70             | 4.10             | 4.40             | 4.31             | 4.10             |                  |
| Середньомісячна сонячна радіація, кДж/м²·день | 4261             | 7752             | 12698            | 17294            | 20036            | 21071            | 21554            | 18323            | 12522            | 7455             | 4179             | 3181             |                  |
| --------------------------------------------- | ---------------- | ---------------- | ---------------- | ---------------- | ---------------- | ---------------- | ---------------- | ---------------- | ---------------- | ---------------- | ---------------- | ---------------- | ---------------- |
| Джерело:                                      |                  |                  |                  |                  |                  |                  |                  |                  |                  |                  |                  |                  |                  |